# Давлюи, Мари-Клэр
Мари-Клэр Давлюи (фр. Marie-Claire Daveluy; 15 августа 1880, Монреаль — 21 января 1968, там же) — канадская писательница, историк и библиотекарь. Автор многочисленных произведений для детей и юношества.

## Биография и творчество
Мари-Клэр Давлюи родилась в 1880 году в Монреале, в семье Жоржа Давлюи и Марии Лесиёр-Дезонье (Maria Lesieur Desaulniers). Получила общее образование в монастыре Ошлага (couvent d’Hochelaga) Сестёр Святого Имени Иисуса и Марии. После этого Мари-Клэр, обладавшая музыкальными способностями и игравшая на фортепиано, поступила в Музыкальную академию Квебека, однако концертирующей пианисткой не стала.
Некоторое время Мари-Клэр работала секретарём в бюро своего дяди-нотариуса Эдмона Дезонье. В 1917 году начался долгий этап её жизни, связанный с работой в Городской библиотеке Монреаля, где она будет занимать различные должности на протяжении двадцати семи лет. В том же году Давлюи начала писать свои «Инструкции по составлению библиотечных каталогов», которые будут опубликованы лишь в 1952 году. Одновременно, с 1917 по 1920 год, она изучала библиотечное дело в Макгиллском университете. Мари-Клэр внесла большой вклад в развитие библиотечного дела в Канаде, став в 1937 году одним из основателей Школы библиотекарей при Монреальском университете (ныне Школа библиотековедения и информационных технологий: École de bibliothéconomie et des sciences de l’information de l’université de Montréal). Она также сыграла важную роль в создании таких организаций, как Канадская ассоциация франкоязычных библиотекарей (Association canadienne des bibliothécaires de langue française, 1943) и Канадско-французская академия (Académie canadienne-française, 1944).
Мари-Клэр Давлюи занималась также историческими исследованиями и, несмотря на отсутствие специального исторического образования, стала в 1917 году первой женщиной, принятой в Историческое общество Монреаля. Её первые статьи на исторические темы относятся к 1910-м годам; впоследствии она регулярно печаталась в таких изданиях, как «La Bonne Parole», «L’Action
Française», «La Revue d’histoire de l’Amérique française» и др. Она также написала ряд статей для «Канадского биографического словаря» (Dictionnaire biographique du Canada). С 1943 по 1948 год Давлюи вела еженедельную историческую рубрику на канадском радио. Феминистка и суфражистка, Давлюи проявляла особенный интерес к биографиям женщин и освещению их вклада в национальную историю. В 1934 году написанная ей биография Жанны Манс («Jeanne-Mance, 1606—1677») удостоилась Премии Давида (prix David) и премии Французской академии. В 1958 году Давлюи была награждена медалью Исторического общества Монреаля и избрана почётным доктором Монреальского университета.
Помимо выдающегося вклада в библиотековедение и историографию Канады, Мари-Клэр Давлюи известна своими многочисленными произведениями для детей и юношества. Многие из них написаны на темы, почерпнутые из истории Канады и Франции, и сочетают историческую достоверность с художественным вымыслом. Большой успех имела серия из шести книг «Perrine et Charlot», отмеченная в 1924 году премией Давида, и трилогия «Le Richelieu héroïque». Для детей Давлюи также писала сказки, среди которых наиболее известны Le «Filleul du roi Grolo», «Sur les ailes de l’oiseau bleu» и «Une révolte au pays des fées».
Мари-Клэр Давлюи умерла в 1968 году и была похоронена на кладбище Нотр-Дам-де-Неж. Её именем назван парк в Монреале.